# Ridolfo Ghirlandaio
Ridolfo Ghirlandaio (Rodolfo Ghirlandaio, Ridolfo Ghirlandajo és Ridolfo del Ghirlandaio névváltozatokban is) (Firenze, 1483. február 4. – Firenze, 1561. január 6.) olasz reneszánsz festő, Domenico Ghirlandaio fia.

## Művészete
Művészetére elsősorban mestere, Fra Bartolomeo és Raffaello gyakoroltak nagy hatást. Táblaképeket, freskókat egyaránt festett, kiváló kompozícióteremtő tehetséggel bírt, s mint arcképfestő is kiváló volt. Kolumbusz Kristóf arcképét is megfestette. Legjelentősebb műve Louvre-ban található: Mária megkoronázása (1504). A Budapesten található Pásztorok imádása c. képéről Giorgio Vasari is megemlékezik.

## Képgaléria

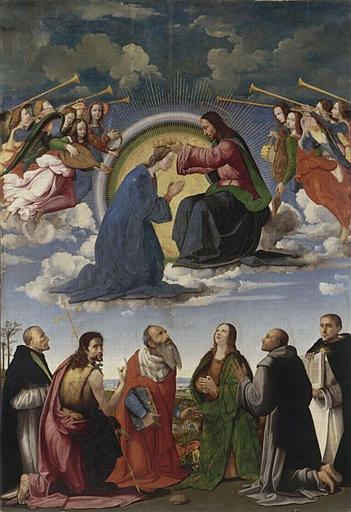
Mária megkoronázása (1504, Louvre
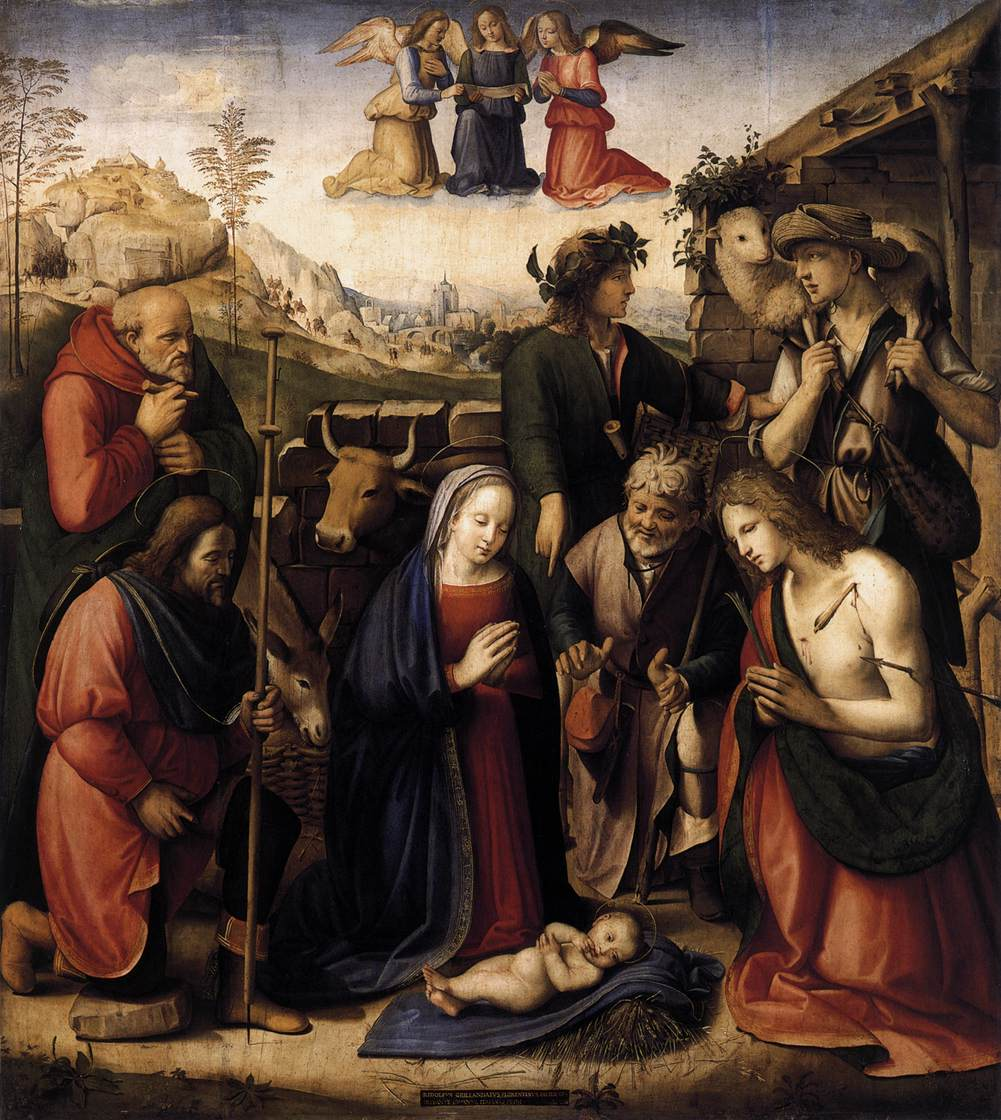
Pásztorok imádása (1510, Szépművészeti Múzeum, Budapest

## Műveiből
- A firenzei San Jacopo di Ripoli-templom oltárképe (1504–1505 körül)
- Ötvös (Pitti-palota, Firenze)
- Férfiportré, Szt. Zenobius (1501)
- Fiatal nő képe, 1509 (Pitti-palota, Firenze)
- Aggastyán (Torregiani-palota, Firenze)
- Pásztorok imádása, 1510, (Szépművészeti Múzeum, Budapest)
- számos képe található a firenzei Uffizi-képtárban